# Семья без имени
«Семья́ без и́мени» (фр. Famille-sans-nom) — приключенческий роман 1889 года французского писателя Жюля Верна, входящий в цикл «Необыкновенные путешествия». В книге нашли отражение впечатления автора от поездки в Америку с братом в 1867 году.

## Сюжет
Книга разбита на две части и 27 глав.
События разворачиваются в британской Канаде начала XIX века. Жители Канады стремятся освободиться из-под управления британской короны. Адвокат Моргаз предал повстанцев и вынужден скитаться с семьёй, не задерживаясь надолго на одном месте. Поселившись у границы с США, Моргаз более не выдерживает напряжения и стреляется. Из его кармана, как 30 сребреников,  выпадают деньги, полученные за предательство.
Спустя годы сопротивление канадцев не угасло. Руководством повстанцев занимается некий Безымянный Джон, который встречает на вилле девушку Клэри. Он не смеет ответить на её чувства, поскольку является сыном предателя Моргаза, а в числе пострадавших от его предательства был отец Клэри Водрэ. Джон и его брат Жан, ставший священником, пытаются искупить вину отца проповедями и актами сопротивления британцам. За поимку Безымянного Джона назначена награда в 6 тысяч долларов.
Джон собирает сопротивление в провинциях, организует поставки оружия и после очередного столкновения с британской армией отвозит раненого Водрэ в хижину своей матери Бриджит. Пострадавший в прошлом за предательство Моргаза Водрэ теперь находится под опекой его семьи и не догадывается о личности Безымянного Джона. На смертном одре он просит о последнем свидании с дочерью Клэри. Бриджит привозит её под покровом ночи, но обнаруживает у дома британских солдат, уполномоченных провести в доме обыск. Но капитан Рип отряда узнаёт Бриджит и отменяет приказ, а Водрэ узнаёт тайну Безымянного Джона.
Остатки повстанцев перебираются на остров у Ниагарского водопада. Открывшаяся тайна грозит виселицей семейству Моргаза, но толпа не трогает их, сохранив давнюю обиду. На следующий день британские войска атакуют остров, Джон отважно сражается и в попытке спасти возлюбленную Клэри, падает с нею в Ниагарский водопад.

## История создания и публикации
Написанию романа предшествовала новая вспышка франко-английских противоречий из-за конфликтов в колониях, а также нежелания Англии помочь Франции в условиях угрозы франко-германской войны в 1887 году. В самом романе от слов рассказчика присутствует провокационный призыв к жителям Эльзаса и Лотарингии последовать примеру канадских патриотов.
Описанная в книге борьба франкоканадцев против британской короны в 1830-е годы действительно имела место, однако Жюль Верн описывает события неправдоподобно. Акцент делается на национальном конфликте и патриотической патетике. Многочисленность жертв во время драматического крушения парохода "Каролина" не соответствует реальным историческим фактам - в стычке с британцами экипаж парохода был оттеснен на американский берег, при этом погиб только сторож, афроамериканец Амос Дерфи.
Первая публикация романа — в журнале П-Ж. Этцеля «Magasin d’Éducation et de Récréation» с 1 января по 1 декабря 1889 года. Отдельным изданием роман первоначально был выпущен в двух книгах, первая — 20 мая, и вторая — 14 ноября 1889 года.
18 ноября 1889 года вышло иллюстрированное издание романа (82 иллюстрации Жоржа Тире-Бонье, цветная карта); это был 25 «сдвоенный» том «Необыкновенных путешествий».

### Переводы на русский язык
- Перевод на русский язык впервые выпущен в 1890 году в Москве, в приложении к журналу «Вокруг света»[1].
- Жюль Вернъ. Семья безъ имени. — М.: Типография И. Сытина и Ко, 1892. — 280 с. — (Путешествия и приключения на суше и на море).
- Жюль Верн. Безымянное семейство. — СПб.: Издательство П. П. Сойкина, 1907. — Т. LXXVIII-LXXIX. — 296 с. — (Жюль Верн. Полное собрание сочинений в 88 томах).
  - Жюль Верн. Безымянное семейство. — Малыш. Лотерейный билет. — СПб.: Logos, 2000. — Т. 7. — 704 с. — (Подсерия «Библиотеки П. П. Сойкина»).
- Жюль Верн. Безымянное семейство / С. Полтавский. — М.: Земля и Фабрика, 1930. — Т. ХI. — 280 с. — (Жюль Верн. Собрание сочинений в 24 томах (1928-1931)).
- Жюль Верн. Безымянное семейство / перевод В. Исаковой. — М.: Ладомир, 1993. — Т. 4. — С. 5—314. — 336 с. — (Неизвестный Жюль Верн). — 100 000 экз. — ISBN 5-86218-034-6.
  - Жюль Верн. Безымянное семейство / перевод В. Исаковой. — Собрание сочинений в двадцати томах. — М.: Терра, 1998. — Т. 15. — С. 127—383. — 384 с. — ISBN 5-300-01724-8.
  - Жюль Верн. Безымянное семейство / перевод В. Исаковой. — М.: Вече, 2018. — С. 5—409. — 416 с. — (Мастера приключений). — 3000 экз. — ISBN 978-5-4484-0189-3.